# Xylothrips
Xylothrips är ett släkte av skalbaggar som beskrevs av Pierre Lesne 1900. Xylothrips ingår i familjen kapuschongbaggar.
Kladogram enligt Catalogue of Life och Dyntaxa:
| Xylothrips | \| \| Xylothrips cathaicus \| \| \| \| \| \| Xylothrips flavipes \| \| \| \| \| \| Xylothrips geoffroyi \| \| \| \| \| \| Xylothrips religiosus \| \| \| \| |
|            | \| \| Xylothrips cathaicus \| \| \| \| \| \| Xylothrips flavipes \| \| \| \| \| \| Xylothrips geoffroyi \| \| \| \| \| \| Xylothrips religiosus \| \| \| \| |
|            | Xylothrips cathaicus |
|            | |
|            | Xylothrips flavipes |
|            | |
|            | Xylothrips geoffroyi |
|            | |
|            | Xylothrips religiosus |
|            | |

## Bildgalleri

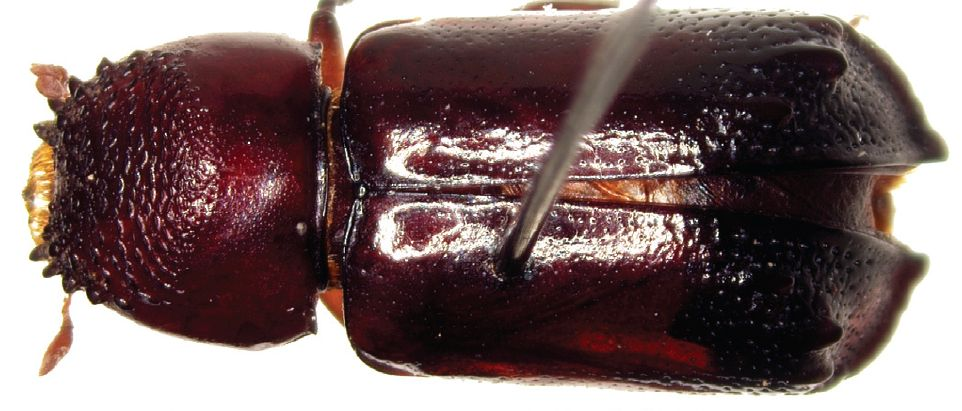
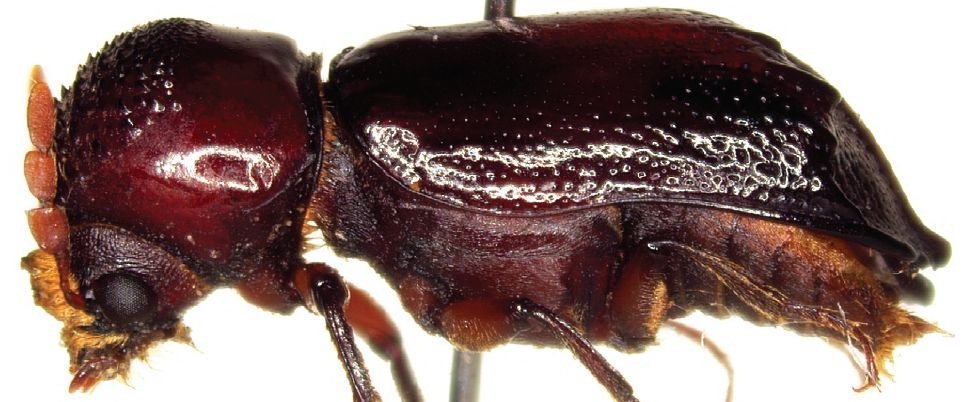
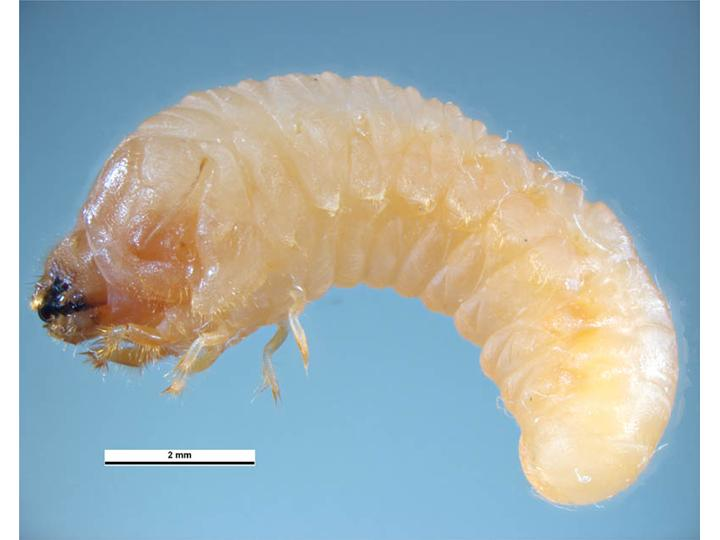
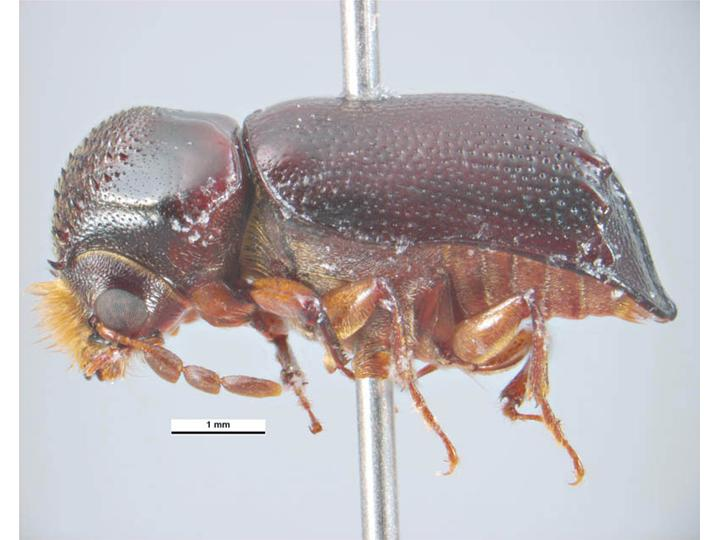